# Озёрное (Амурская область)
Озёрное — село в Серышевском районе Амурской области России. Административный центр Озёрненского сельсовета.

## География
Село Озёрное стоит в 4 км от левого берега реки Зея, в 20 км к северу от районного центра посёлка Серышево.
Через село проходит Транссибирская магистраль.
На запад от села Озёрное идёт дорога к селу Ключики.
В западном направлении от села Озёрное идёт дорога к станции Арга.

## Население
| 2002 | 2010 | 2012 | 2013 | 2014 | 2015 | 2016 |
| ---- | ---- | ---- | ---- | ---- | ---- | ---- |
| 614  | ↘537 | ↘517 | ↗518 | ↗521 | ↘511 | ↗538 |
| 2017 | 2018 |      |      |      |      |      |
| ↗576 | ↘560 |      |      |      |      |      |

## Улицы
| - ул. Дорожная, - ул. Железнодорожная, - ул. Залинейная, - ул. Луговая, | - ул. Новая, - ул. Переселенческая, - пер. Релочный, - ул. Северная, | - ул. Центральная, - ул. Школьная, - ул. Южная. |

## Инфраструктура
- Остановочный пункт 7826 км Забайкальской железной дороги.